# 2018年5月中国大陆

## 5月1日
- 多米尼加共和国政府宣布与中华人民共和国建立大使级外交关系，并与中华民国断交[1]。
- 多地傳出塔吊司機罷工并上街抗議，包括廣東、廣西、福建、江西、湖南、湖北、河南、河北、四川、重慶等18省27市的工人，要求漲工資和獲得平日加班費及節日加班費[2]。

## 5月2日
- 国务委员、中华人民共和国外交部部长王毅访问朝鲜，并与朝鲜最高领导人金正恩会见，期间王毅祝贺朝鲜签署《板门店宣言》，并支持朝鲜半岛将重心转向经济建设[3]。

## 5月4日
- 纪念德国思想家卡尔·马克思诞辰200周年大会在北京人民大会堂举行，中共中央总书记习近平在会上发表讲话，中共中央政治局常委李克强、栗战书、汪洋、王沪宁、赵乐际、韩正和国家副主席王岐山等党和国家领导人出席大会[4]。

## 5月7日
- 河北承德圍場卉原私立中學中午時份一蒸汽管道突然爆裂，導致食堂玻璃碎裂，多名用餐的學生被玻璃割傷，受傷學生被送至醫院治療，學校秩序已恢復正常[5]。
- 朝鮮勞動黨委員長金正恩乘坐專機抵達大連，是他不到兩個月內第二次訪問中國。在金正恩訪華期間，大連市面戒備森嚴，多處有警察駐守。新華社報導中共中央總書記習近平和金正恩「一同散步、出席午宴，在親切友好的氣氛中，兩黨兩國最高領導人就中朝關係及共同關心的重大問題全面深入交換意見。」[6][7]

## 5月8日
- 第十八届中共中央政治局委员、中共重庆市委前书记孙政才因犯受贿罪被天津市第一中级人民法院判处无期徒刑[8]。
- 中国共产党中央委员会总书记习近平被美国著名杂志《福布斯》评为“全球最具影响力人物”，是他自2012年当选总书记上榜后首次登上榜首。[9]是继前中共中央总书记胡锦涛在2010年位列榜首后，再有中国领导人排名第一位。其他榜上有名的中国人还有李克强（15位）、马云（21位）、马化腾（27位）、李嘉诚（46位）、王健林（52位）、李彥宏（58位）、许家印（60位）等。[10]

## 5月10日
- 中华人民共和国国务院总理李克强出席中日和平友好条约缔结40周年纪念活动暨访日招待会[11]。
- 上海市第一中级人民法院一审宣判，对原安邦保险董事长兼总经理吴小晖以集资诈骗罪判处有期徒刑15年，剥夺政治权利4年，并处没收财产人民币95亿元；以职务侵占罪判处有期徒刑10年，并处没收财产人民币10亿元。数罪并罚，决定执行有期徒刑18年，剥夺政治权利4年，并处没收财产人民币105亿元，违法所得及其孳息予以追缴[12]。

## 5月11日
- 中华人民共和国外交部部长王毅开始出访法国、西班牙、葡萄牙、阿根廷并出席二十国集团外长会议[13]。
- 山东聊城市东昌府区人民法院一审宣判于欢故意伤害案当事人苏银霞债权人吴学占等15名被告人涉嫌组织、领导、参加黑社会性质组织等9项犯罪案[14]。
- 为配合国家新闻出版广电总局有关政策，芒果TV在转播2018年欧洲歌唱大赛半决赛第一场期间对纹身和代表LGBT团体的彩虹旗打马赛克处理，被欧洲广播联盟禁止在中国转播第二场半决赛及决赛[15]。

## 5月12日
- 一名空姐在郑州新郑国际机场乘坐滴滴出行顺风车被司机强奸后杀害，公司宣布自零时起，对顺风车业务进行停业自查整改一周[16]。

## 5月14日
- 四川航空8633号班机從重慶飛往拉薩途中，在巡航階段駕駛艙右座前風擋玻璃破裂脫落，飛機急降，並安全著陸成都雙流機場。右座副駕駛面部劃傷腰部扭傷，一名乘務員在下降過程中受輕傷。[17][18]

## 5月15日
- 中國共產黨中央委員會總書記習近平作出重要指示，支持香港的科研發展，出台新規定容許科研資金跨境在香港使用。[19][20][21]
- 中华人民共和国外交部长王毅在巴黎与法国外交部长让-伊夫·勒德里昂会谈，并与埃马纽埃尔·马克龙总统会面。期间双方达成核能、航空等领域的合作[22]。

## 5月17日
- 中华人民共和国外交部长王毅在马德里同西班牙外交大臣（英语：List of Foreign Ministers of Spain）阿方索·达斯蒂斯举行会谈，双方继续深化在一科技、旅游、基础设施建设、能源、通信等领域合作[23][24]。此外他还会见了西班牙国王费利佩六世、西班牙首相马里亚诺·拉霍伊[25]。
- 由于被告莫焕晶不服死刑判决上诉，杭州保姆纵火案在浙江省高级人民法院第二法庭开庭审理，审判结果择日宣判[26]。
- 患上创伤后应激障碍的鸿茅药酒案当事人谭秦东委托妻子刘璇在微博上发表声明，正式向鸿茅药酒公司致歉，鸿茅药酒公司随后撤回诉讼[27]。

## 5月18日
- 中华人民共和国外交部长王毅在里斯本与葡萄牙外长奥古斯托·桑托斯·席尔瓦（英语：Augusto Santos Silva）举行会谈，双方表示将推动一带一路合作，并加大在港口、经贸、教育等方面的合作[28][29]；并会见了葡萄牙总统马塞洛·雷贝洛·德索萨[30]、葡萄牙总理安东尼奥·科斯塔[31]。

## 5月19日
- 中美發佈聯合聲明宣佈雙方達成共識，不打貿易戰，停止互相加征關稅[32]。

## 5月20日

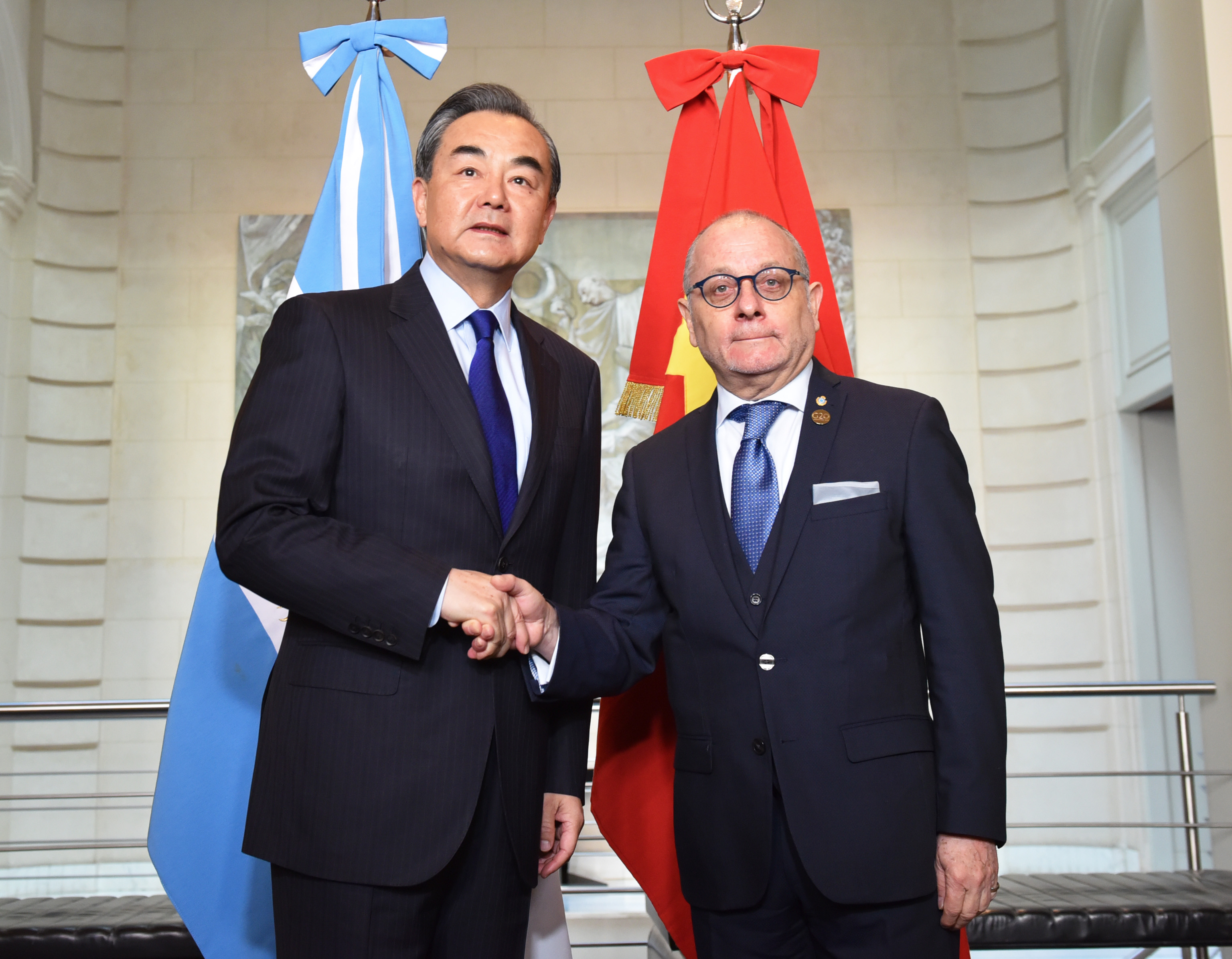
2018年5月20日，王毅同阿根廷外交部长豪尔赫·富里耶举行会谈

- 中华人民共和国外交部长王毅抵达阿根廷，与阿根廷外交部长豪尔赫·富里耶（英语：Jorge Faurie）举行会谈，期间王毅对阿根廷控制本国经济金融表示主持并愿意提供帮助[33]。

## 5月21日
- 中南財經政法大學公共管理學院副教授翟桔紅因在課堂上批評人大修憲，受到學校處分[34]。

## 5月22日
- 中华人民共和国外交部长王毅与阿根廷总统毛里西奥·马克里进行会晤[35]。在出席二十国集团外长会议期间，王毅并就“多边主义和全球治理”、“促进公平和可持续发展”议题发言，提倡多边主义[36][37]；期间还会见了智利外长罗伯托·安普埃罗（英语：Roberto Ampuero）[38]、南非外长林迪威·西苏鲁（英语：Lindiwe Sisulu）[39]、意大利外交部长安杰利诺·阿尔法诺[40]、沙特外交大臣阿德尔·朱拜尔[41]、英国外交大臣鲍里斯·约翰逊[42]和欧盟轮值主席国保加利亚副总理兼外长埃卡特里娜·扎哈里埃娃（英语：Ekaterina Zakharieva）[43]
- 彭博社援引內部人士消息指國務院計劃在今年第四季度或明年全面取消計劃生育政策[44]。

## 5月24日
- 中华人民共和国外交部长王毅经停美国华盛顿，并与美国国务卿蓬佩奥就中国在南海岛礁部署防卫设施、台湾问题、朝鲜无核化问题等进行会谈[45][46]。
- 非洲国家布基纳法索宣布中断和台湾当局的外交关系，正式恢复和中华人民共和国的外交关系[47]。

## 5月28日
- 吉林省松原市宁江区发生5.7级地震，震源深度13千米，东北三省震感强烈[48]。

## 5月29日
- 美國政府宣佈將會對總值500億美元的中國商品徵收25%關稅，再度点燃贸易战烽火[49]。

## 5月30日
- 中华人民共和国外交部长王毅出访德国，并抵达布鲁塞尔参加第八轮中欧高级别战略对话[50]。

## 5月31日
- 中国外长王毅在柏林同德国外长马斯举行会晤，双方开始落实5月默克尔总理访华的议程和共识[51]。